# Sergei Petrowitsch Syromjatnikow
Sergei Petrowitsch Syromjatnikow (russisch Сергей Петрович Сыромятников; * 28. Junijul. / 10. Juli 1891greg. im Dorf Kurba bei Jaroslawl; † 4. März 1951 in Moskau) war ein russisch-sowjetischer Wärmetechnik-Ingenieur und Hochschullehrer.

## Leben
Syromjatnikow, Sohn des Landarztes Pjotr Alexandrowitsch Syromjatnikow, wuchs in Pensa auf, wo er den Besuch des 1. Jungengymnasiums mit einer Silbermedaille abschloss. Er studierte an der Technischen Hochschule Moskau (MWTU) mit Abschluss 1917. Sein Praktikum absolvierte er in St. Petersburg im Putilow-Werk bei Alexander Rajewski, unter dessen Leitung er auch sein Diplomprojekt einer  Dampflokomotive durchführte. Darauf arbeitete er im Putilow-Werk und im Moskauer Dampflokomotiven-Depot während des Bürgerkriegs nach der Oktoberrevolution und danach. Daneben lehrte er an der MWTU (bis zum Beginn des Deutsch-Sowjetischen Kriegs 1941) und am Allrussischen Forschungsinstitut für Eisenbahntransport (WNIISchT, bis 1927).
Der Staatliche Wissenschaftsrat des Volkskommissariats für Bildung der RSFSR berief Syromjatnikow 1925 als Professor an das Moskauer Institut für Transport-Ingenieure (MIIT) auf den neuen Lehrstuhl für Dampflokomotiven. Als 1931 vom MIIT das Moskauer Elektromechanik-Institut für Eisenbahntransportingenieure (MEMIIT) abgetrennt wurde, leitete Syromjatnikow dort den Lehrstuhl für Dampflokomotiven.
Syromjatnikow gründete und leitete die wissenschaftliche Dampflokomotivenbau-Schule. Er stellte die Dampflokomotiven-Projektierung auf eine wissenschaftliche Grundlage. Er entwickelte die Methoden für die wärmetechnische Berechnung der Dampflokomotivenkessel. Auf dieser Grundlage wurden bis in die 1950er Jahre die Güterzug- und Personenzug-Dampflokomotiven-Baureihen FD, SO, IS, P36, L, LW u. a. gebaut, die im Hinblick auf Geschwindigkeit, Leistung, Wirtschaftlichkeit und Sicherheit auch im internationalen Vergleich hervorragten.
Entsprechend den Vorschlägen Syromjatnikows wurde 1940 das Projekt für die besonders wirtschaftliche Dampflokomotive FD2121-3128m mit Luftvorwärmung, Speisewassererwärmung und erhöhter Dampfüberhitzung entwickelt. Infolge des Deutsch-Sowjetischen Kriegs wurde diese Lokomotive erst 1952 gebaut und 1953 bei Lugansk erprobt. Trotz der nachgewiesenen Brennstoffersparnis von bis zu 18 % wurde das Projekt aufgegeben, da nach den Entwicklungen der Diesel- und Elektrolokomotiven der Dampflokomotivenbau eingestellt wurde.
Im September 1943 wurde Syromjatnikow zum Vollmitglied der Akademie der Wissenschaften der UdSSR (seit 1991 Russische Akademie der Wissenschaften) gewählt.
Syromjatnikow starb am 4. März 1951 in Moskau und wurde auf dem Wwedenskoje-Friedhof begraben.
Leiter des Lehrstuhls für Dampflokomotiven wurde Wladimir Iwanow.

## Ehrungen, Preise
- Verdienter Wissenschaftler und Techniker der RSFSR (1943)
- Stalinpreis II. Klasse (1943)
- Leninorden[2]
- Orden des Roten Banners der Arbeit (1945)[2]
- Orden des Roten Sterns[2]
- Ehreneisenbahner (zweimal)